# Fédération des communautés francophones et acadienne du Canada
 (octobre 2023).
Si vous disposez d'ouvrages ou d'articles de référence ou si vous connaissez des sites web de qualité traitant du thème abordé ici, merci de compléter l'article en donnant les références utiles à sa vérifiabilité et en les liant à la section « Notes et références ».
Pour les articles homonymes, voir FCFA.
La Fédération des communautés francophones et acadienne du Canada (FCFA) est un organisme qui représente (sur un total d'environ 9 millions de francophones au Canada) les 2,8 millions de francophones hors-Québec vivant dans neuf provinces et trois territoires au Canada. La FCFA a pour mission notamment de promouvoir les communautés francophones et acadiennes au niveau national et international et de travailler au développement de la capacité de vivre en français partout au Canada.
La FCFA regroupe 23 membres, soit les douze associations représentant les francophones vivant en Colombie-Britannique, en Alberta, en Saskatchewan, au Manitoba, en Ontario, au Nouveau-Brunswick, en Nouvelle-Écosse, à l'Île-du-Prince-Édouard, à Terre-Neuve-et-Labrador, au Yukon, aux Territoires du Nord-Ouest et au Nunavut, ainsi que onze organismes travaillant au développement des communautés francophones et acadiennes dans divers secteurs d'activités.
La présidente actuelle est l'Acadienne Liane Roy, originaire du Nouveau-Brunswick.  

## Historique
La FCFA a été créée sous le nom de Fédération des francophones hors-Québec (FFHQ) en novembre 1975, essentiellement pour revendiquer auprès du Secrétariat d'État du gouvernement du Canada une politique de développement global des communautés francophones en milieu minoritaire. Au cours de ses premières années d'existence, elle a publié une série de documents dépeignant la situation des francophones à l'extérieur du Québec, dont Les héritiers de Lord Durham (1977), Deux poids, deux mesures (1978), et Pour ne plus être sans pays (1979).
Au début des années 1980, la FFHQ a pris activement part aux discussions constitutionnelles, notamment en réclamant la reconnaissance du principe des deux peuples fondateurs, ainsi que la reconnaissance du droit des francophones hors Québec à l'éducation dans leur langue, à des écoles et des conseils scolaires homogènes, ainsi qu'à la gestion de leurs institutions d'enseignement. Après l'adoption de la Charte canadienne des droits et libertés, la Fédération appuie d'ailleurs plusieurs causes en ce sens devant les tribunaux, dont celle pour faire reconnaître le droit des Franco-Ontariens à la gestion de leurs écoles (1984), celle pour la reconnaissance du droit de la minorité francophone de l'Île-du-Prince-Édouard à une éducation dans sa langue (1988), ainsi que la cause Mahé pour la gestion scolaire en Alberta (1984-1990). Plus tard, la Fédération est également intervenante dans la cause pour la sauvegarde de l'hôpital Montfort d'Ottawa (2001).
Parallèlement, la FFHQ, devenue la FCFA en 1991, travaille à mettre sur pied des réseaux nationaux en français dans différents secteurs de développement comme l'alphabétisation, la santé, l'économie et plus récemment l'immigration. 
En 1999-2000, la FCFA initie Dialogue, une initiative pour renforcer les liens entre les communautés francophones et les autres groupes de la société canadienne, soit les anglophones, le Québec, les peuples autochtones et les communautés ethnoculturelles. Dialogue se conclut en mars 2001 par la signature d'un pacte d'amitié avec, notamment, l'Assemblée des Premières Nations, Canadian Parents for French et le Conseil ethnoculturel du Canada. 
La Fédération tient en 2007 le Sommet des communautés francophones et acadiennes, une rencontre de plus de 700 francophones issus de diverses régions du pays, dans le but de développer une vision d'avenir et un plan de développement des communautés pour la prochaine décennie. Le Sommet mène notamment à la création du Forum des leaders, un groupe de 42 organismes de langue française qui se sont engagés à travailler ensemble pour le développement des communautés francophones et acadiennes. 

## Liste des présidents
- 1975-1976 : Hubert Gauthier (Manitoba)
- 1976-1978 : Donatien Gaudet (Nouveau-Brunswick)
- 1978-1980 : Paul Comeau (Nouvelle-Écosse)
- 1980-1983 : Jeannine Séguin (Ontario)
- 1983-1985 : Léo LeTourneau (Manitoba)
- 1985-1986 : Gilles G. LeBlanc (Nouvelle-Écosse)
- 1986-1988 : Yvon Fontaine (Nouveau-Brunswick)
- 1989-1991 : Guy Matte (Ontario)
- 1991-1993 : Raymond Bisson, Manitoba
- 1993-1995 : Claire Lanteigne (Nouveau-Brunswick)
- 1995-1997 : Jacques Michaud (Ontario)
- 1997-2000 : Gino LeBlanc (Nouveau-Brunswick)
- 2000-2005 : Georges Arès (Alberta)
- 2005-2007 : Jean-Guy Rioux (Nouveau-Brunswick)
- 2007-2009 : Lise Routhier-Boudreau (Ontario)
- 2009-2015: Marie-France Kenny (Saskatchewan)
- 2015-2017: Sylviane Lanthier (Manitoba)
- 2017-2021: Jean Johnson (Alberta)
- 2021-présent: Liane Roy (Nouveau-Brunswick)

## Publications[1]
- C'est le temps ou jamais (1975)
- Les héritiers de Lord Durham (1977)
- Deux poids, deux mesures (1978)
- Pour ne plus être sans pays (1979).
- À la recherche du milliard,  (1981)
- Un espace économique à inventer, (1981)
- Deux poids, deux mesures, (1983)
- État de la recherche sur les communautés francophones hors Québec (1985)
- La Semaine en bref, une revue de presse.

## Identité visuelle

Ancien logo.
Logo actuel.